# Josef Unger (rabin)
Josef Unger (zm. 20 października 1876 w Dąbrowie Tarnowskiej) – rabin, drugi cadyk chasydzkiej dynastii Dombrow.
Był synem Mordechaja Dawida Ungera, założyciela dynastii i zięciem Mosze Eljokima Hopsztajna z Kozienic. Po śmierci swego ojca w 1843 roku został cadykiem w Dąbrowie Tarnowskiej.
Jest pochowany w ohelu na cmentarzu żydowskim w Dąbrowie Tarnowskiej. Jego następcą został syn Izrael Elimelech Unger.